# معتمدية العيون
معتمدية العيون إحدى معتمديات الجمهورية التونسية، تابعة لولاية القصرين. وتم إحداثها في 21 جوان 1980، تمتد على مساحة 471.88 كلم2 وبلغ عدد سكانها 20500ساكن حسب إحصائيات سنة 2014

## الجغرافيا
تمتد معتمدية العيون على مساحة 471.88 كلم2. ويبعد مركزها على ولاية القصرين التابعة لها مسافة 32.7 كلم. و260 كلم على تونس العاصمة.
وتتكون أراضي المعتمدية بصفة عامة من أراضي خصبة دوبالية، أراضي تراسبات، أراضي دوبالية عضوية وأراضي كلسية. كما تتميز كأغلب مناطق الجهة بمناخ شبه جاف.